# Access Bank
Access Bank Group es un conglomerado de servicios financieros con sede social en Nigeria, con subsidiarias en Angola, República Democrática del Congo, Ghana, Costa de Marfil, Kenia, Nigeria, Ruanda, Gambia, Guinea, Camerún, Sierra Leona, Malta, Mauricio, Marruecos, Mozambique, Botsuana, Sudáfrica, Tanzania, Uganda, Zambia, Francia y el Reino Unido. El grupo también mantiene oficinas de representación en China, India, Líbano y Emiratos Árabes Unidos.
En mayo de 2023, el grupo bancario abrió una subsidiaria operativa en París, Francia. Se ha informado que la subsidiaria francesa se centrará primero en financiar el comercio entre Francia y la África francófona, antes de abrir subsidiarias en la África de habla francesa. Para julio de 2021, el grupo daba servicio a 42 millones de clientes en África. Después de la fusión entre Access Bank Plc. y el Diamond Bank el 1 de abril de 2019, Access Bank plc es ahora el mayor banco en África por número de clientes, y el mayor banco de Nigeria por activos.
Para 30 de junio de 2024, Access Bank Group anunció unos activos toales de NGN 36,5 billones (aprox. US$ 22.419 millones), con un capital social de NGN 2.8 billones (aprox. US$ 1720 millones). En ese tiempo, el grupo mantenía subsidiarias bancarias operativas en 20 países en la África subsahariana, Europa y Oriente Medio.
En 2018, Access Bank Nigeria, que supone aproximadamente el 75% de los activos del grupo, acordó la fusión con Diamond Bank, otro banco comercial nigeriano que luchaba por mantener ratios de capital regulatorios. La transacción requirió  aprobación regulatoria y de los accionistas de ambos bancos. La fusión fue completada en 2019. El banco combinado retuvo el nombre de Access Bank Nigeria.

## Historia
El banco fue fundado en 1988 e incorporado como banco comercial privado en febrero de 1989. En realidad empezó sus operaciones el 11 de mayo de 1989, estableciendo su primera oficina en Burma Road en el distrito de Apapa de Lagos.
En marzo de 1998, Access Bank cambió su estatus legal y se convirtió en compañía limitada de capital abierto y el mismo año, el 18 de noviembre, entró en la Bolsa de Valores de Nigeria.
En 2002, Aigboje Aig-Imoukhuede fue nombrado director de gestión con el mandato de elevar el banco del 65.º puesto al top 10 en 2007.
En 2003, Access Bank recaudó más de NGN 14.500 millones con una oferta pública, registrando una sobre subscripción del 133%. Al año siguiente Access Bank adquirió Capital Bank y Marina Bank a través de una fusión por absorción.
En 2007, Access Bank se convirtió en el primer banco nigeriano en introducir tarjetas de crédito Visa en Nigeria. Access Bank concluyó con éxito su tercera oferta pública de venta en 2008, recaudando más de 1.000 millones de dólares.
En 2009, Access Bank se fusionó con el Intercontinental Commercial Bank (ICB) y fue listado el mismo año (2012) en la LSE (Bolsa de Londres). 
En 2018, Access Bank anunció su intención de adquirir el Diamond Bank, que tenía una cartera de 29 millones de clientes, por US$ 235 millones. El grupo anunció una colaboración con 25 bancos globales para desarrollar principios de banca sostenible y alinear el sector con los objetivos de sostenibilidad de Naciones Unidas. Se anunció el éxito de la fusión con Diamond Bank en marzo de 2019.
En marzo de 2021, Access Bank anunció la adquisición de una participación en Grobank, un banco sudafricano, por  US$ 60 millones.
En marzo de 2024, Access Bank Group firmó un contrato vinculante para adquirir el National Bank of Kenya, subsidiaria de Kenya Commercial Bank Group. La transacción requiere la aprobación regulatoria en Kenia y Nigeria, y se espera que concluya en el cuarto trimestre de 2024.

## Compañías miembros del grupo
A octubre de 2024 las compañías miembros de Access Bank Group incluían las siguientes:
| País                            | Nombre                                               | Cita          |
| ------------------------------- | ---------------------------------------------------- | ------------- |
| Angola                          | Access Bank Angola                                   | [ 18 ] [ 19 ] |
| Botsuana                        | Access Bank Botswana                                 | [ 18 ]        |
| Camerún                         | Access Bank Cameroon                                 | [ 18 ]        |
| República Democrática del Congo | Access Bank Congo                                    | [ 20 ]        |
| Francia                         | Access Bank France                                   | [ 3 ] [ 21 ]  |
| Gambia                          | Access Bank Gambia                                   |               |
| Ghana                           | Access Bank Ghana                                    |               |
| Guinea                          | Access bank Guinea                                   | [ 22 ]        |
| Costa de Marfil                 | Omnifinance Bank                                     | [ 20 ]        |
| Kenia                           | Access Bank Kenya                                    | [ 23 ]        |
| Malta                           | Access Bank Malta                                    | [ 24 ]        |
| Mauricio                        | Access Bank Mauritius                                | [ 25 ]        |
| Marruecos                       | Access Bank Morocco                                  | [ 26 ]        |
| Mozambique                      | Access Bank Mozambique                               | [ 27 ]        |
| Nigeria                         | Access Bank Nigeria                                  |               |
| Ruanda                          | Access Bank Rwanda                                   | [ 6 ] [ 20 ]  |
| Sierra Leona                    | Access Bank Sierra Leone                             | [ 18 ] [ 19 ] |
| Sudáfrica                       | Access Bank South Africa                             | [ 28 ]        |
| Tanzania                        | Access Bank Tanzania                                 | [ 18 ] [ 29 ] |
| Uganda                          | Access Bank Uganda (requiere aprobación regulatoria) | [ 30 ]        |
| Emiratos Árabes Unidos          | Access Bank United Arab Emirates                     |               |
| Reino Unido                     | Access Bank United Kingdom                           |               |
| Zambia                          | Access Bank Zambia                                   | [ 31 ]        |